# La Bazouge-du-Désert
Bazouge-du-Désert (bret. Bazeleg-an-Dezerzh) – miejscowość i gmina we Francji, w regionie Bretania, w departamencie Ille-et-Vilaine.
Według danych na rok 1990 gminę zamieszkiwały 1074 osoby, a gęstość zaludnienia wynosiła 44 osoby/km² (wśród 1269 gmin Bretanii Bazouge-du-Désert plasuje się na 551. miejscu pod względem liczby ludności, natomiast pod względem powierzchni na miejscu 393.).